# Illice albizonea
Illice albizonea är en fjärilsart som beskrevs av George Francis Hampson 1918. Illice albizonea ingår i släktet Illice och familjen björnspinnare. Inga underarter finns listade i Catalogue of Life.